# Dardžiling
Dardžiling ( bengalsko দার্জিলিং, angleško Darjeeling) je mestece in občina v indijski zvezni državi Zahodna Bengalija. Leži v predgorju Himalaje na nadmorski višini 2042 m. Kraj je znan po pridelavi čaja, čudovitem pogledu na Kangčendžengo, tretjo najvišjo goro na svetu in po himalajski ozkotirni železnici, ki jo je UNESCO vpisal v seznam svetovne dediščine. Dardžiling je sedež okraja Dardžiling, ki ima delno avtonomen status v okviru zvezne države Zahodna Bengalija. Kraj je tudi priljubljeno turistično središče v Indiji.
Zapisi o kraju se prvič pojavijo v zgodnjem 19. stoletju, ko je kolonialna administracija pod britanskim podkraljem tu ustanovila sanatorij in vojaško skladišče. Kasneje so bile zasajene razsežne plantaže čaja, na katerih so pridelovalci čaja razvili hibride črnega čaja in razvili nove tehnike fermentacije čaja. Posledično je postal Dardžiling čaj mednarodno priznan in uvrščen med najbolj popularne črne čaje na svetu.
Himalajska ozkotirna železnica je mesto povezala z nižino, nekaj njenih parnih lokomotiv je še vedno aktivnih. 
Dardžiling ima kot novonastalo naselje in mesto zelo pestro demografsko sestavo, ki jo sestavljajo Nepalci, Bengalci, Šerpe, Lepče in druge jezikovne skupine iz Indije. Skupaj z bližnjim mestecem Kalimpong, je središče »Dežele Gurka« oziroma nepalskega plemena Gurka, ki so stoletja znani kot dobri vojaki, njihovi pripadniki še danes služijo v britanski vojski. 

## Toponomastika
Ime Dardžiling izhaja iz tibetanske besede dorje, ki pomeni 'žezlo v obliki strele' hindujskega božanstva Indra in ling, ki pomeni 'mesto' ali 'deželo'.

## Zgodovina
Zgodovina Dardžilinga se prepleta z zgodovino Sikima, Nepala, Britanske Indije in Butana. Do začetka 19. stoletja je bilo hribovito območje okoli naselja pod kontrolo Kraljevine Sikim s poselitvijo, ki je predstavljala nekaj vasi plemena Lepča in plemena Kirati. Sikimski kralj Čogjal je bil uspešen v bojih proti plemenu Gurkov iz Nepala. Od 1780 so Gurke izvedli več poskusov, da bi zasedli območje Dardžilinga. Od začetka 19. stoletja so uspeli odvzeti Sikimu območje do reke Tista (Teesta) na vzhodu ter zavzeli in si priključili Tarai. Istočasno so si Britanci prizadevali, da Gurke ne bi zasedli celotne severne meje. Leta 1814 je prišlo do angleško-gurške vojne, ki se je končala s porazom Gurk in leta 1815 podpisom mirovnega sporazuma v Sugauli. Po sporazumu je moral Nepal odstopiti Britanski vzhodnoindijski družbi (BEIC) vsa ozemlja, ki so jih Gurke odvzeli kralju Sikima. Šlo je za območje med rekama Meči in Tista. Kasneje leta 1817 je s sporazumom iz Titalie Britanska vzhodnoindijska družba ponovno predala kralju Sikima to ozemlje ter zagotavljala njegovo suverenost.
Leta 1828 je delegacija uradnikov Britanske vzhodnoindijske družbe na poti na nepalsko-sikimsko mejo bivala v Dardžilingu in ugotovila, da je območje primerno za zdravilišče (sanatorij) za britanske vojake. Družba je leta 1835 od kralja Sikima pridobila v najem območje zahodno od reke Mahananda. Leta 1849 je kralj Sikima na tem območju zaprl direktorja BEIC Arthurja Campbella in raziskovalca ter botanika Josepha Daltona Hookerja. BEIC je poslal vojaško enoto da bi ju osvobodil. Nadaljnje napetosti med BEIC in sikimskimi oblastmi so omogočile Britancem, da so leta 1850 pripojili 1700 km2 ozemlja. Leta 1864 so Butanci z Britanci podpisali sporazum iz Sinčule, po katerem je ozemlje kraja in hribovje okoli Kalimponga prešlo pod Britance. Nadaljnji nesporazum med Sikimom in Britanci je povzročil vojno, ki se je končala leta 1865 s podpisom sporazuma in priključitvijo ozemlja vzhodno od reke Tista. Do 1866 je okraj Dardžiling že imel sedanji obseg, to je 3200 km².
V času vladavine Britanskega podkralja se je Dardžiling s svojo svežo klimo razvil v višinsko letovišče za britanske prebivalce Indije, ki so iskali kraje za umik iz nižine v času poletne vročine. Tako se je hitro razvil v sanatorij in zdravilišče. Arthur Campbell, kirurg Britanske družbe in baron ter poročnik Robert Napier sta zaslužna za ustanovitev letovišča. Campbellovi napori so privabili imigrante, da so kultivirali pobočja in pospeševali trgovino. V obdobju med letoma 1835 in 1849 se je prebivalstvo Dardželinga močno povečalo. Prva cestna povezava med mestom in nižino je bila zgrajena med letoma 1839 in 1842. Leta 1848 je bilo zgrajeno vojaško skladišče za britanske vojake, leta 1850 pa je mestece postalo občina. Komercialna pridelava čaja v okraju se je pričela leta 1856 in je vzpodbudila številne britanske posestnike, da so se tukaj tudi naselili. Dardžiling je po letu 1864 postal tudi formalno poletno glavno mesto bengalskega predsedstva. Škotski misijon je prevzel izgradnjo šol in oskrbovalnih centrov za britanske rezidente, s čimer je bila postavljena osnova za to, da je Dardžiling postal znan kot center izobraževanja. Odprtje Himalajske železnice Darjeeling leta 1881 je nadalje pospešilo razvoj regije. Leta 1899 je območje prizadel velik zemeljski plaz, ki je povzročil ogromno škodo mestu in prebivalstvu.
Pod britansko vladavino je bi Dardžiling na začetku območje 'nereguliranega okraja', kar je pomenilo obliko administracije, ki se je uporabljala za gospodarsko manj razvite okraje Indije; odloki in predpisi indijskega podkralja so niso avtomatično uporabljali za okraj, kot so se za preostanek dežele. Leta 1919 je bilo območje proglašeno za 'zaostalo'. V času indijskega gibanja za neodvisnost, se je civilna nepokorščina razširila tudi po čajnih plantažah v Dardžiling. Leta 1934 je prišlo tudi do neuspelega atentata na Sira Johna Andersona, guvernerja Bengalije, ki ga je poskušalo izvesti revolucionarno gibanje za neodvisnost Indije. Kasneje v 1940-tih letih so komunistični aktivisti nadaljevali z nacionalističnim gibanjem proti Britancem z mobilizacijo plantažnih delavcev in kmetov.
Po vzpostavitvi neodvisne in samostojne države Indije leta 1947, je bil Dardžiling priključen zvezni državi Zahodna Bengalija. Vzpostavljen pa je bil poseben okraj Dardžiling, ki je obsegal vsa hribovska naselja Dardžiling, Kurseong, Kalimpong in nekatere dele regije Tarai. Med tem ko hribovsko prebivalstvo v glavnem sestavljajo etnični Nepalci, so v nižini prevladovali etnični Bengalci, večinoma begunci po »razdelitvi Indije«. Vlada zvezne države Zahodna Bengalija ni bila naklonjena zahtevam etničnega nepalskega prebivalstva po vzpostavitvi avtonomije Dardžilinga in priznanju nepalskega jezika; jezikovno zahtevo je vendarle priznala šele leta 1961.
Oblikovanje nove zvezne države Sikim leta 1975 in ob nepripravljenost centralne vlade Indije, da bi priznala nepalščino kot uradni jezik v okviru indijske ustave, je pripeljalo v ospredje zahteve po oblikovanju ločene nove zvezne države Gorkhaland. Zavzemanje za ločeno državo se je nadaljevalo skozi 1980-ta leta, vse do nasilnih protestov v obdobju 1986–88. Množične zahteve so prenehale šele po sporazumu med vlado in Nacionalno osvobodilno fronto Gurkov (Gorkha National Liberation Front - GNLF). Po sporazumu je bilo 1988 ustanovljeno izvoljivo telo imenovano Darjeeling Gorkha Hill Council (DGHC), ki je imelo avtonomijo vladanja. Čeprav je Dardžiling potem postal bolj miren, idejo za ločeno zvezno državo podžiga pomanjkanje gospodarskega razvoja regije tudi po formiranju DGHC. Novi protesti so izbruhnili v letih 2008–09, vendar sta tako centralna vlada kot vlada Zahodne Bengalije zavrnili zahtevo po ločeni zvezni državi, kar zahteva Gurk Janmukti Morcha (GJM). V juliju 2011 je prišlo do podpisa dogovora med GJM, vlado Zahodne Bengalije in vlado Indije, ki določa oblikovanje nove avtonomne in voljene deželne teritorijalne administracije Gurkov (Gorkhaland Territorial Administration - GTA), tako imenovan »Hribovski svet«, ki ima več pooblastil od predhodnega Darjeeling Gorkha Hill Councila.

## Geografske značilnosti
Dardžiling je glavno mesto regije in okraja. Leži na nadmorski višini okoli 2000 m v himalajskem predgorju, v pogorju Dardžiling-Džalapahar, ki se na jugu razteza do trškega naselja Ghum. Pogorje ima obliko črke Y – spodnji del je v Katapaharju in Džalapaharju, dva kraka pa gresta severno od t.i. »Observatory Hill«. Severovzhodni krak se naglo spusti in konča pri Lebongu, medtem ko se severozahodni krak razteza preko Severne točke in konča v dolini ob plantaži čaja Tukver Tea Estate. Nad hribi je v daljavi videti visoke vrhove Himalaje prekrite s snegom. Kangčendzenga, tretji najvišji vrh na svetu (8598 m), najbolj izstopa na obzorju. V jasnih dnevih je mogoče videti tudi Mount Everest (8850 m).
Tla večinoma sestavljajo peščenjaki in konglomerati. Zemlja je primerna za kmetijstvo, vendar je območje sestavljeno iz strmih pobočij, kjer je vrhnja plast zemlje zelo rahla, kar povzroča pogoste zemeljske plazove, še posebej v času monsuna. Območje sodi tudi v potresno območje s pogostimi potresi od I. do V. stopnje.

### Podnebje
| Podnebni podatki za Dardžiling (1901–2000)  | Podnebni podatki za Dardžiling (1901–2000) | Podnebni podatki za Dardžiling (1901–2000) | Podnebni podatki za Dardžiling (1901–2000) | Podnebni podatki za Dardžiling (1901–2000) | Podnebni podatki za Dardžiling (1901–2000) | Podnebni podatki za Dardžiling (1901–2000) | Podnebni podatki za Dardžiling (1901–2000) | Podnebni podatki za Dardžiling (1901–2000) | Podnebni podatki za Dardžiling (1901–2000) | Podnebni podatki za Dardžiling (1901–2000) | Podnebni podatki za Dardžiling (1901–2000) | Podnebni podatki za Dardžiling (1901–2000) | Podnebni podatki za Dardžiling (1901–2000) |
| Mesec                                       | Jan                                        | Feb                                        | Mar                                        | Apr                                        | Maj                                        | Jun                                        | Jul                                        | Avg                                        | Sep                                        | Okt                                        | Nov                                        | Dec                                        | Letno                                      |
| ------------------------------------------- | ------------------------------------------ | ------------------------------------------ | ------------------------------------------ | ------------------------------------------ | ------------------------------------------ | ------------------------------------------ | ------------------------------------------ | ------------------------------------------ | ------------------------------------------ | ------------------------------------------ | ------------------------------------------ | ------------------------------------------ | ------------------------------------------ |
| Povprečna visoka temperatura °C             | —                                          | —                                          | —                                          | —                                          | —                                          | —                                          | —                                          | —                                          | —                                          | 18                                         | —                                          | —                                          | —                                          |
| Povprečna količina padavin mm               | —                                          | —                                          | —                                          | —                                          | —                                          | 570                                        | —                                          | —                                          | —                                          | —                                          | —                                          | 7                                          | —                                          |
| Vir 1: Indian Meteorological Department.    |                                            |                                            |                                            |                                            |                                            |                                            |                                            |                                            |                                            |                                            |                                            |                                            |                                            |
| Vir 2: Climate-Data.org (mean temperatures) |                                            |                                            |                                            |                                            |                                            |                                            |                                            |                                            |                                            |                                            |                                            |                                            |                                            |

## Javna uprava
Občina Dardželing je bila ustanovljena leta 1850 in upravlja javno upravo mesta, ki obsega območje 10,57 km². Občinsko upravo Dardželinga sestavlja Občinski svet, ki ga sestavljajo izvoljeni predstavniki 32 četrtnih skupnosti, nekaj pa jih imenuje tudi Vlada države Zahodna Bengalija. Svet izvoli svojega predsednika izmed izvoljenih svetnikov; predsednik opravlja funkcijo izvršne uprave občine. Mestno oblast od leta 2011 obvladuje stranka GJMM.
Avtonomno oblast nad celotnim okrajem ima od leta 2012 GTA. Izvoljeni člani tega telesa so pooblaščeni za upravljanje določenih področij kot je izobraževanje, zdravstvo in turizem. Dardželing je dobil elektriko iz svoje hidroelektrarne že leta 1897. 

## Gospodarstvo
H gospodarstvu Dardželinga prispevata predvsem dve panogi in sicer turizem in pridelava / industrija čaja. Dardželing čaj ima zaradi enkratnih agro-klimatskih pogojev svojo posebno naravno aromo in je svetovno priznano geografsko poreklo. Zato je v Dardželingu tudi sedež Indijskega združenja za čaj (DITA). Dardželing proizvede 7 % indijske proizvodnje čaja, približno 9 mio kg. Pridelava in proizvodnja čaja v okraju je pod pritiskom konkurence iz drugih indijskih območij, zato prihaja do zapiranja ali opuščanja čajnih plantaž. Nekaj plantaž vodijo delavske zadruge, druge so spremenjene v turistična letovišča. Več kot 60% delavcev na čajnih plantažah so ženske. Kmetijski pridelki poleg čaja so še koruza, žitarice, riž, kardamom, krompir in ingver.

## Turizem
Dardželing je postal pomembna turistična točka že leta 1860.
Do Dardželinga vodi 88 km dolga ozkotirna (A 610 mm) Dardželinška himalajska železnica iz mesta Siliguri, nedaleč od regionalnega letališča Bagdogra. Železnico je leta 1999 UNESCO uvrstil na listo svetovne dediščine, ki pa je tudi turistična atrakcija v regiji. Zgrajena je bila leta 1881.
Po umiritvi politične stabilnosti v okraju od leta 2012 v Dardželing prihaja vse več domačih in tujih turistov. Sicer so še vedno prevladujoči domači turisti iz Kalkute in tudi bogatejši turisti iz velikih indijskih mest kot sta New Delhi in Bangalore, ki kraj izbirajo za preživetje počitnic v hladnem gorskem podnebju. Tuji turisti kraj pogosto uporabijo kot izhodišče za pohode v Himalajo. Vsako leto Dardželing obišče okoli 50.000 tujih in 500.000 domačih turistov. Po podatkih iz leta 2015 je Dardželing po obiskanosti na spletnih straneh na tretjem mestu v Indiji.

## Prebivalstvo
Po popisu prebivalstva v Indiji leta 2011 je bilo v urbanem delu Dardželinga naštetih 132.016 prebivalcev. Pismenost prebivalcev starejših od 6 let je bila  93,17 %.
Gurke, ki govorijo nepalščino kot materni jezik tvorijo večino prebivalstva, ki vključuje tudi domorodske etnične narodnostne skupine kot so  Limbu, Rai, Radžbanši, Magari, Gurungi, Tamangi, Lepče, Butanci, Šerpe, Nevarci ter indo-arijskimi Khasi. Druge skupnosti, ki živijo v Dardžilingu so še: Marvari, Anglo-Indijci, Kitajci, Biharci, Tibetanci in Bengalci. Sporazumevalni jezik (lingua franca) je nepalščina, čeprav ljudje govorijo tudi angleški jezik, hindujščino in bengalščino. Dzongkha jezik govorijo Butanci in Tibetanci.
Dardžiling se srečuje z veliko rastjo prebivalstva v zadnjih desetletjih npr. med 1991 in 2001, ko je rast znašala 47 %. Kolonialno zasnovano mestece je bilo namenjeno le cca 10.000 prebivalcev, in to izjemno povečanje je povzročilo tudi mnoge infrastrukturne in okoljske probleme.
Uradni jezik v zvezni državi Zahodna Bengalija je bengalščina, dodaten uradni jezik v Dardžilingu je angleščina in nepalščina.

## Religija
Prevladujoče religije v okraju Dardžiling so Hinduizem (1.237.714 vernikov) in Vadžrajana budizem (177.327 vernikov), ki jima sledi Krščanstvo (z 99.232 duš po popisu leta 2011). Avtohtone skupnosti kot so Lepče in Kiranti Limbu prakticirajo animizem in šamanizem.

## Kultura in znamenitosti
Kultura v Dardžilingu je zelo raznolika in vključuje mnoge avtohtone običaje in festivale. Vsaka od številnih skupnosti ima svoj jezik in kulturo, ki jo vzdržujejo v harmonični ko-eksistenci.
Kolonialna arhitektura je karakteristična za mnoge zgradbe v Dardžilingu, kar se opazi v nekaj stanovanjskih vilah v angleškem slogu, gotskih cerkvah, palači Radže oz. guvernerja, in v številnih izobraževalnih inštitucijah, budističnih samostanih in pagodah ter parkih.
Vredne ogleda so predvsem naslednje zanimivosti: 
- Loreto Konvent v Dardželingu, kjer je sv. Mati Terezija med leti 1929 – 1931 opravljala noviciat skupaj s Slovenko Magdaleno Kajnč
- Bhanu Bhakta Sarani (Krožna pot okoli »Observatory Hill-a« na koncu nakupovalne ulice s pogledom na Kangčendzengo)
- Budistični samostan v Ghoom-u (Gelugpa-sekta, 19. stoletje)
- Thupten Sangha Chöling Velik tibetanski samostan sekte Drukpa, šola Kagju (zgrajen 1990 do 1993)
- Himalajski gorniški inštitut (Muzej o Himalaji in vzponih nanjo)
- Lloydsov botanični vrt (Himalajska flora)
- The Mall (Nakupovalna ulica iz kolonialnega časa)
- Himalajski živalski vrt (s črnim medvedom, snežnim leopardom, bengalskim tigrom, rdečo pando, jaki, ....)
- Dardželinska himalajska železnica (iz leta 1880 dolga 88 km)
- Tibetanski begunski center za samopomoč (Proizvodi obrtne umetnosti)
- Tiger Hill (2590 m nmv, panoramski pogled na pogorje Kangčendzenge)
- Hotel Windamere (hotel visoke kategorije iz kolonialnih časov)
- Pagoda miru zgrajena leta 1992 od Japonske budistične organizacije Nipponzan Myohoji.

## Znani prebivalci Dardžilinga
- Vivien Leigh (1913–1967), britanska igralka
- Jamling Tenzing Norgay (* 1966), alpinist (šerpa)
- Lawrence Trevor Kardinal Picachy (1916–1992), nadškof v Kalkuti
- Lobsang Sangay (* 1968), tibetansko-ameriški politik, predsednik vlade Tibeta